# نوربورن طومسون
نوربورن طومسون (مواليد 1769 - 28 مايو 1844) كان ضابطًا في البحرية الملكية .

## حياته
ولد طومسون حوالي عام 1769. و تم تعيينه برتبة ملازم عام 1790 ، وتم تعيينه قائداً في 25 مارس 1796 وفي وقت لاحق من ذلك العام تولى قيادة السفينة زيبرا .
 تمت ترقيته إلى رتبة أميرال عام 1830 ، و توفي عن عمر يناهز 75 عامًا في 28 مايو 1844 في جريت راسل ستريت بلومزبري .